# フランコ・タンポーニ
フランコ・タンポーニ（Franco Tamponi, 1925年1月18日 - 2010年12月30日）は、フランス出身のヴァイオリン奏者、指揮者、作曲家。本名はフランチェスコ・タンポーニ(Francesco Tamponi)。
モダーヌの生まれ。5歳からヴァイオリンを始め、サンタ・チェチーリア音楽院のヴァイオリン科を17歳で卒業した。その後ヴィエリ・トサッティとラファエーレ・ジェルヴァーシオに作曲を学んだ。1944年にイタリア国営放送の主宰するオーディションで優勝し、カルロ・マリア・ジュリーニと共演してヴァイオリニストとして活動するようになった。1954年から1964年までイ・ムジチに参加したが、1964年からは映画音楽のアレンジや作曲の方面でも活動するようになった。指揮者としてはトリノ・イタリア放送交響楽団やナポリ放送アレッサンドロ・スカルラッティ管弦楽団、ロンドン室内管弦楽団などに客演し、サルヴァトーレ・アッカルド、ウート・ウーギやセヴェリーノ・ガッゼローニらと共演を重ねた。
モダーヌにて没。